# Иностранец (Marvel Comics)
Иностра́нец (англ. Foreigner) — суперзлодей, появляющийся в американских комиксах, выпускаемых издательством Marvel Comics. Создан писателем Питером Дэвидом и впервые появился в Web of Spider-Man #15 (июнь 1986) в качестве врага супергероя Человека-паука; играет важную роль в комиксах с его участием.
Персонаж изображён как наёмный убийца, личность которого миру неизвестна. Был женат на Сильвии Саблиновой / Серебряном Соболе. Сверхчеловеческими способностями не наделён, однако обладает идеальной физической формой. Признан одним из величайших мастеров боевых искусств во Вселенной Marvel. Также Иностранец является мастером маскировки, опытным стрелком и выдающимся тактиком.
Иностранец выступает вторичным антагонистом фильма Вселенной Человека-паука от Sony «Крейвен-охотник» (2024), роль исполнил Кристофер Эбботт.